# Ballet Folklórico de la UNAM
El Ballet Folklórico de la UNAM es un grupo de danza que difunde las costumbres y tradiciones del folklore nacional. En él participan estudiantes, profesores, investigadores y empleados de las diferentes escuelas, facultades e institutos de la UNAM.

## Fundación
La compañía surge por iniciativa de Angelina Géniz, quien al ser estudiante de la Facultad de Derecho participaba en el Ballet Folklórico de la Facultad de Derecho fundado en agosto de 1966, convence a las autoridades universitarias para convertirlo en el grupo de danza folklórica en la UNAM.

## Presentaciones
El grupo se ha presentado en innumerables recintos en: "plazas públicas, lienzos charros, ferias regionales, instituciones de beneficencia, asilos de ancianos, Centros de Readaptación Social, delegaciones políticas del Distrito Federal, así como para la televisión nacional e internacional, Macabiada Panamericana, Olimpiada México 68, NASA, Programas Fronterizos, universidades nacionales y extranjeras, gobiernos estatales y extranjeros, Suprema Corte de Justicia, Secretaría de Gobernación, Marina, Hacienda y Crédito Público, Educación Pública, Congreso del Trabajo, INBA, IMSS, INFONAVIT, IFE, ANDA, cine nacional e internacional, Juegos Culturales y Deportivos del Sector Obrero, Comité Olímpico Mexicano, Estadio C.U., Palacio de los Deportes; además de presentarse en los teatros y foros más importantes de México como son el Palacio de las Bellas Artes, Auditorio Nacional, Teatro de la Ciudad, Teatro Juárez, Teatro Morelos, Teatro de la República, Plaza de la Danza, Teatro Macedonio Alcalá, entre otros, y en todos los planteles de la Ciudad Universitaria."